# Лінда (Альшеєвський район)
Лі́нда (рос. Линда, башк. Линда) — присілок у складі Альшеєвського району Башкортостану, Росія. Входить до складу Абдрашитовської сільської ради.
До 10 вересня 2007 року присілок називався Ліндовського отділення Раєвського совхоза.
Населення — 116 осіб (2010; 119 в 2002).
Національний склад:
- башкири — 76 %